# El malson
El malson o L'íncub (amb el títol original de The Nightmare en anglès) és una pintura elaborada en tècnica a l'oli sobre llenç el 1781 per l'artista suís Johann Heinrich Füssli (1741-1825), més conegut pel seu nom anglès de Henry Fuseli. Representa una il·lusió hipnagògica. Des de la seva creació ha continuat sent l'obra més coneguda de Füssli. Amb la seva primera exposició el 1782 a la Royal Academy of Arts, la imatge va fer-se famosa; una versió gravada va ser àmpliament distribuïda i la pintura va ser parodiada en la sàtira política. A causa de la seva fama, Füssli va pintar almenys tres versions d'aquesta pintura.
Les interpretacions d'El malson han variat àmpliament. El llenç sembla retratar, al mateix temps, una dona dorment i el contingut del seu malson. L'íncube (el dimoni) i el cap del cavall es refereixen a la creença contemporània i el folklore sobre malsons, però s'han atribuït significats més específics per alguns teòrics. Els crítics contemporanis van ser sorpresos per la sexualitat oberta de la pintura, que des de llavors ha estat interpretada per alguns erudits com anticipant les idees freudianes sobre l'inconscient.

## Descripció i història
El malson ofereix, al mateix temps, la imatge d'un somni, indicant l'efecte del malson en el somni de la dona i simbòlicament representant la visió del dormir. Representa una dona dorment coberta sobre l'extrem d'un llit amb el cap penjant cap avall, deixant al descobert el seu coll llarg. Està coronada per un íncube que mira a l'espectador. El llit reposa sota l'esquena de la dona, ella pren una posició que es creu que encoratja als malsons. La seva coloració brillant es fixa contra els vermells foscos, grocs, i ocres del fons; Füssli utilitzà un efecte clarobscur per a crear forts contrastos entre la llum i l'ombra. L'interior és modern i de moda, i conté una petita taula sobre la qual descansa un mirall, un vial, i un llibre. L'habitació està adornada amb cortines de vellut vermell, que entapissen darrere del llit. D'entre la cortina s'observa el cap d'un cavall amb ulls audaços, sense trets distintius.

Per als espectadors contemporanis, El malson invoca la relació dels íncubes i el cavall en el malson. El treball va ser probablement inspirat pels "waking dreams" experimentats per Füssli i els seus contemporanis, els qui van trobar que aquestes experiències estaven relacionades amb les creences folklòriques com els contes germànics sobre els dimonis i bruixes que posseïen les persones que dormien soles. En aquestes històries, els homes eren visitats per cavalls o velles, donant origen als termes "hag-riding" i "mare-riding", i es creia que les dones tenien relacions sexuals amb el diable. El significat inicial de "malson" inclou l'experiència de la persona que dorm de pes al pit combinat amb somni, dispnea, o una sensació de temor. La pintura incorpora una varietat d'imatges associades amb aquestes idees, que representa el cap d'una egua (el "cavall") i un dimoni (l'íncub) dempeus sobre de la dona.

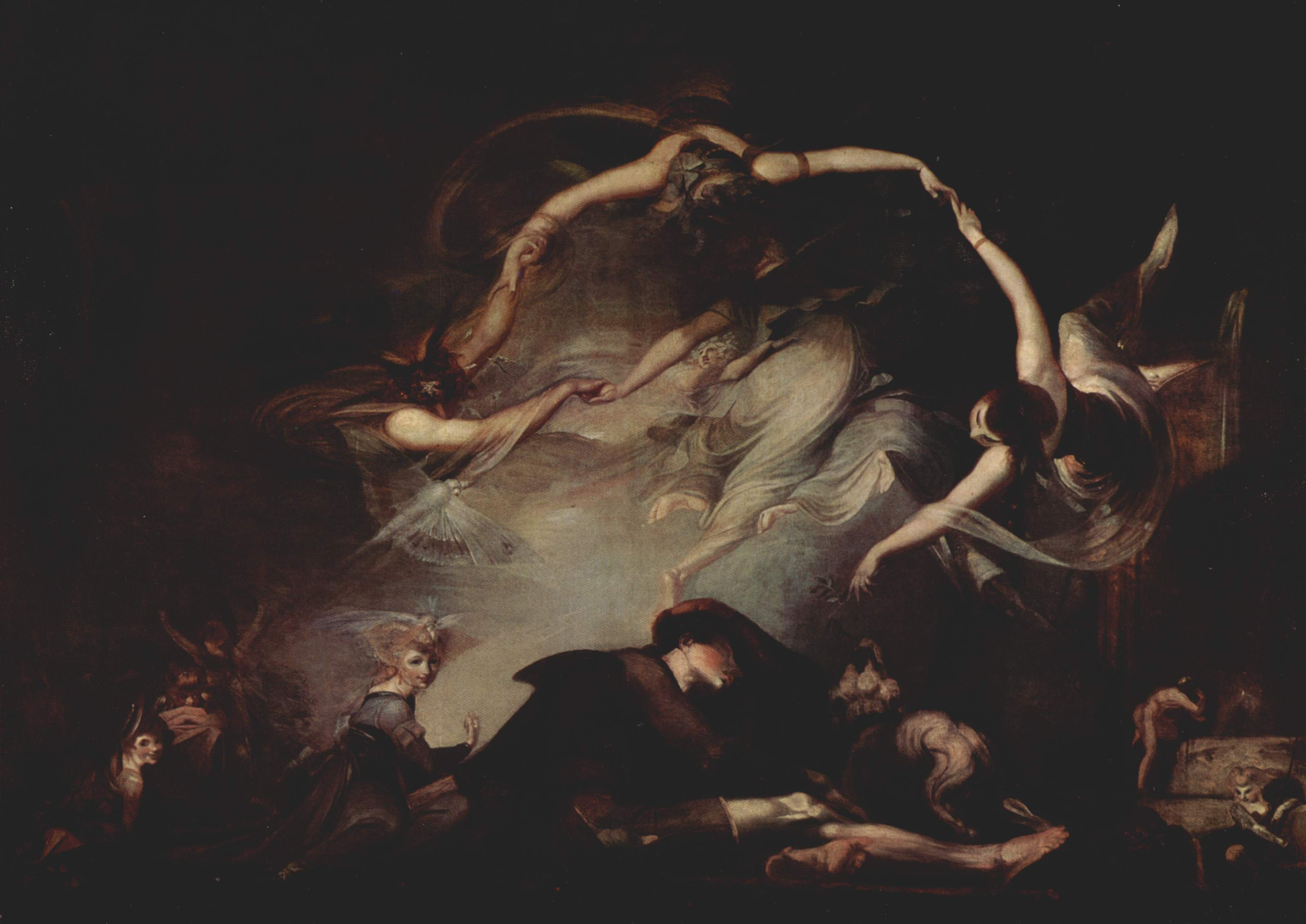
El somni del pastor

El coneixement de la història de l'art de Füssli era ampli, permetent als crítics veure fonts dels elements de la pintura en l'art antic, clàssic i renaixentista. D'acord amb el crític d'art Nicholas Powell, el posat de la dona pot derivar de l'Ariadna del Vaticà, i l'estil de l'íncube de figures a Selinunt, un jaciment arqueològic a Sicília. També s'ha proposat que una font per a la figura de la dona podria ser d'El somni d'Hècuba de Giulio Romano al Palau del Te. Powell situa el cavall a un gravat en fusta realitzat per l'artista del renaixement alemany Hans Baldung o a el marbre Horse Tamers a Quirinal, Roma. Füsseli podria haver afegit el cavall en l'últim moment, ja que en un esbós preliminar que va fer en guix no l'inclogué. La seva presència en la pintura ha estat vista com un joc visual a la paraula "malson" i una referència conscient de si mateix al "folklore-cavall" que desestabilitza la presumpció de la pintura i contribueix al seu to gòtic.

### Exposició
La pintura va ser mostrada per primera vegada en la Royal Academy of Arts el 1782.
La pintura és propietat i està actualment en exhibició en el Detroit Institute of Arts.
Füsseli va pintar altres versions del mateix tema. Va vendre l'original per vint guinees, i un gravat barat a Thomas Burke que circulà a partir de gener de 1783, i finalment aconseguit per l'editor John Raphael Smith per més de 500 lliures. El gravat va ser subratllat per un curt poema d'Erasmus Darwin, "Night-Mare":
| « | Així que en el seu malson a través de la boira de la tarda Voleteja el Dimoni colomí que impacta sobre l'aiguamoll, i el llac i el pantà; Cerca dama alguna d'amor-salvatge amb els somnis oprimits, Llums, i somrient s'asseu sobre el seu pit. | » |

Darwin inclou aquestes línies i es va expandir sobre elles en el seu llarg poema Els amors de les plantes (1789), per la qual cosa Füssli va presentar el frontó:
| « | - Tal com en els últims temps al mig del cel tèrbol Va ser marca per l'ull poètic de Füssli; L'atrevit tint, amb la gràcia més feliç de Shakespeare, Va donar a la forma i el lloc ben airejat fantasma. - Per sobre del seu coixí s'enfonsa el cap ruboritzat, Les seves extremitats blanques com la neu pengen indefenses del llit; El seu pols arterial interromput neda en la mort. Sobre les seves extremitats justes floten tremolors convulsives, Comenceu a les mans, i forcejeu en els seus peus; En va prova de cridar amb els llavis tremolosos, I l'esforç paralitza els llavis els seus ulls tremolosos; En va vol córrer, volar, nedar, caminar, moure's lentament; La Voluntat no presideix en la glorieta del Son. - Just en el seu pit es troba el Dimoni-Primat Erecte, equilibra la seva forma inflada; Enrotllada en les seves esferes de marbre els seus ulls-Gorgons, I beu amb les orelles de cuir els seus crits tendres. | » |

## Interpretació i llegat

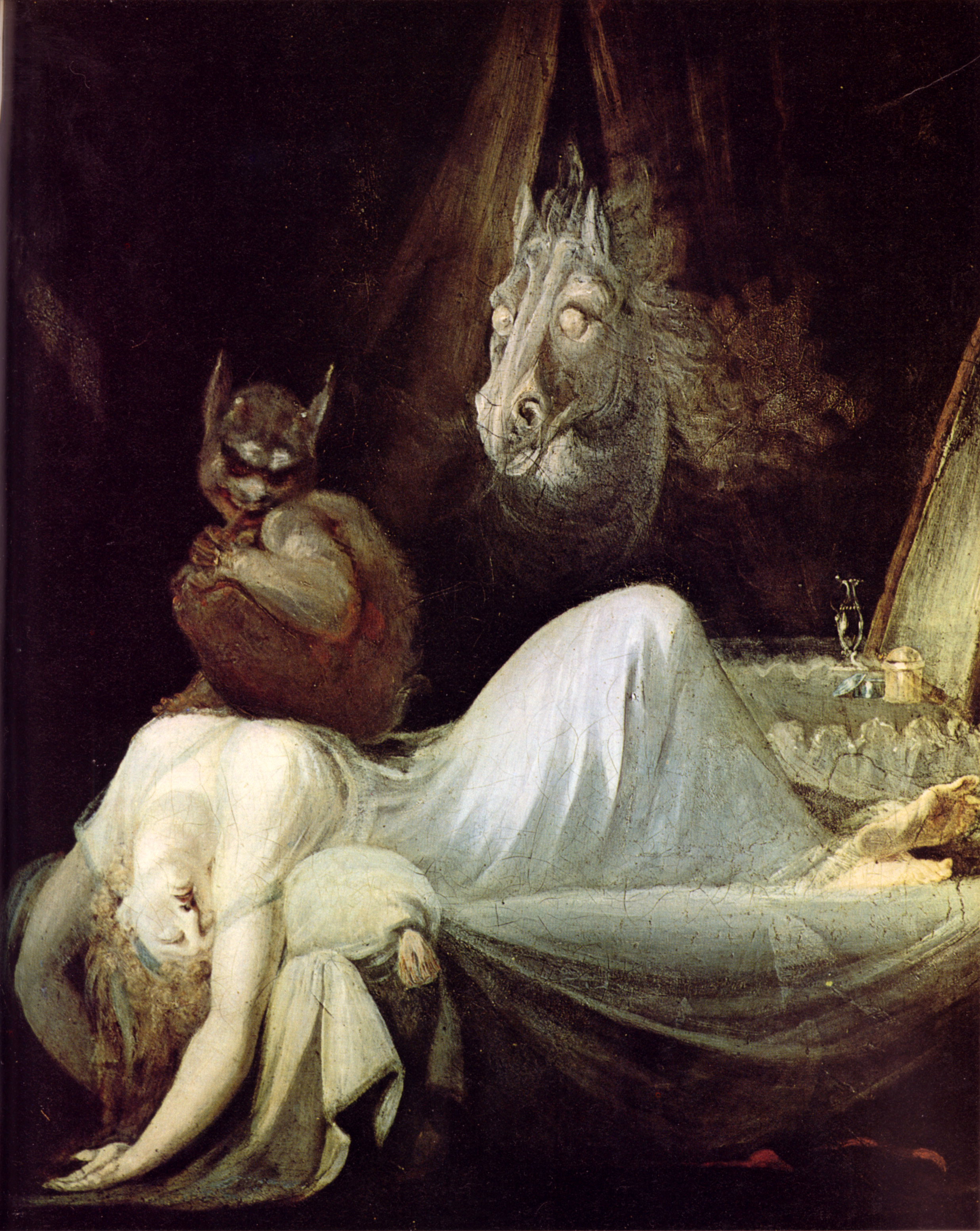
A causa de la popularitat de l'obra, Füssli va pintar una sèrie de versions, incloent-hi aquesta c.1790-1791.

Els crítics contemporanis troben sovint el treball escandalós a causa dels seus temes sexuals. Uns pocs anys abans de pintar El malson, Füssli s'havia enamorat apassionadament d'una dona anomenada Anna Landholdt a Zúric, mentre viatjava des de Roma a Londres. Landholdt era la neboda del seu amic, el suís fisonomista Johann Kaspar Lavater. Füssli va escriure sobre les seves fantasies a Lavater l'any 1779:
 La nit anterior la tenia al llit amb mi -va tirar desordenadament les meves robes de llit- les meves mans ferides, calentes i atapeïdes -entrellaçades sobre les seves fusionant-se amb el seu cos i l'ànima junt amb la meva- aboca-hi el meu esperit, l'alè i la força. Qualsevol que la toca ara comet adulteri i l'incest! Ella és meva, i jo sóc seu. I la tinc per sempre...
La proposta de matrimoni de Füssli va anar acompanyada amb la desaprovació del pare de la dona, i en tot cas l'amor de Füssli semblava haver estat no correspost. Landholdt es va casar amb un amic de la família poc després. El malson, llavors, pot ser vist com un retrat personal dels aspectes eròtics d'amor perduts. L'historiador de l'art H. W. Janson suggereix que la dona adormida representa Landholdt i que el dimoni és el mateix Füssli. L'enfortiment d'aquesta afirmació és un retrat inacabat d'una nena a la part posterior de la lona de la pintura, el que pot representar Landholdt. L'antropòleg Charles Stewart, en el seu estudi dels somnis eròtics i malsons, caracteritza a la dona que dorm com "voluptuosa" i un estudiós del gòtic la descriu com si mentís en una "posició sexualment receptiva." A Woman as Sex Object (1972), Marcia Allentuck argumenta de manera similar que la intenció de la pintura és per a mostrar l'orgasme femení. Això és recolzat per dibuixos privats sexualment explícits i fins i tot pornogràfics de Füssli (per exemple, Symplegma of Man with Two Women, 1770-1778). La pintura de Füssli s'ha considerat que representa instints sexuals sublimats. Altres interpretacions relacionades en la pintura veuen els íncubs com a símbol de la libido masculina en el somni, amb l'acte sexual, representat per la intrusió del cavall a través de la cortina. Füssli no feu cap comentari al respecte la seva pintura.

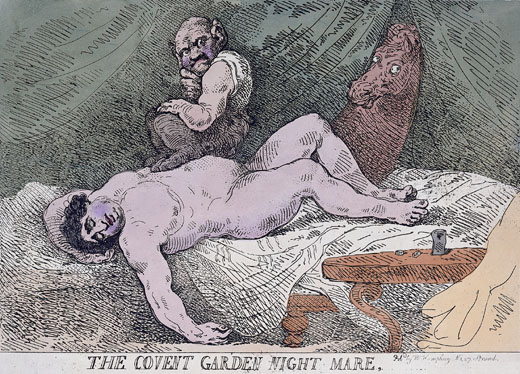
El polític Charles James Fox és el tema de la satírica obra de Thomas Rowlandson The Covent Garden Night Mar (1784).

L'exposició a la Reial Acadèmia va atorgar a Füssli i a la seva pintura una fama perdurable. L'exposició inclou obres de Shakespeare amb temes de Füssli, que li va valer una comissió per produir vuit pintures de l'editorial Shakespeare Galeria de John Boydell. Una versió del malson penjada a la casa d'un amic editor proper de Füssli Joseph Johnson, adornava els seus sopars setmanals per als pensadors i escriptors de Londres. El malson va ser àmpliament plagiat i paròdies s'utilitzaven comunament per a la política en forma de caricatures, per exemple les de George Cruikshank, Thomas Rowlandson, i altres. En aquestes escenes satíriques, els íncubs afecten temes com ara Napoleó, Lluís XVIII, el polític britànic Charles James Fox, i el primer ministre William Pitt. En un altre exemple, l'almirall Lord Nelson és el dimoni, i la seva amant Emma Hamilton, la dorment, mentre que alguns observadors han vist les paròdies com burlant-se de Füssli. És més probable que el malson fos simplement un vehicle per al ridícul del subjecte caricaturitzat. El pintor danès, Nicolai Abraham Abildgaard qui havia conegut Füssli a Roma, va produir la seva pròpia versió del malson  (en danès: Mareridt) que es desenvolupa en l'erotisme de l'obra de Füssli. La pintura d'Abildgaard mostra a dues dones nues dormint al llit; és la dona en primer pla que està experimentant el malson, i l'íncube -que es va posar a la gatzoneta sobre l'estómac de la dona, davant les seves cames obertes- té la seva cua enclavada entre els seus pits exposats.
Füssli va pintar altres versions del malson després de l'èxit de la primera obra; almenys tres versions sobreviuen. L'altre llenç important va ser pintat entre 1790 i 1791 i es va exposar al Museu Goethe a Frankfurt. És més petit que l'original, i el cap de la dona es troba a l'esquerra; un mirall s'oposa a la dreta. El dimoni està mirant a la dona en lloc de fora de la imatge, i s'ha remarcat, les orelles de gat que té. La diferència més significativa en les dues versions restants és una estatueta eròtica d'una parella a la taula.

### Segles XX i XXI
El 1926, l'escriptor nord-americà Max Eastman va realitzar una visita a Sigmund Freud i va afirmar haver vist una impressió del malson que apareixia al costat de La lliçó d'anatomia del Dr. Nicolaes Tulp de Rembrandt a l'apartament de Freud a Viena. El biògraf de Freud Ernest Jones va triar una altra versió de la pintura de Füssli per al frontispici del seu llibre On the Nightmare (1931); però, ni Freud ni Jones esmenten aquestes pintures en els seus escrits sobre els somnis. Carl Jung inclou El malson i altres obres de Füssli en el seu llibre Man and His Symbols (1964).
Tate Britain va dur a terme una exposició titulada Gothic Nightmares: Fuseli, Blake and the Romantic Imagination entre el 15 de febrer i l'1 de maig de 2006, amb El malson de Füssli, com l'exposició central. El catàleg indica la influència de la pintura en pel·lícules tals com l'original Frankenstein (1931) i La marquesa d'O (1976). Entre els artistes moderns, Balthus sembla haver incorporat elements del malson en el seu treball (per exemple, The Room (L'habitació, en català), 1952-1954).
Ken Russell en la pel·lícula Gothic del 1986 compta amb diverses interpretacions del malson com un tema central, incloent-hi la pintura en la portada de la pel·lícula.
El joc d'ordinador de 1993 The 7th Guest compta amb aquesta pintura en una forma animada on el súcube apunyala diverses vegades a la dona amb una daga, mentre està sobre el seu estómac.
El 7 de novembre de 2011 Steve Bell produeix una caricatura amb Angela Merkel com la dorment i Silvio Berlusconi com el "monstre".
La pel·lícula de 2011 The Twilight Saga: Breaking Dawn - Part 1 es mostra la pintura en una seqüència en la qual Edward Cullen du a terme investigacions de nens dimoni a Internet.
En la temporada 2, episodi 3 de la sèrie de televisió de la BBC The Fall (llançada el 27 de novembre de 2014 al canal BBC), Paul Spector estableix una imatge digital de la pintura com el fons de pantalla per DSI del portàtil de Stella Gibson quan irromp a la seva habitació. Una còpia impresa de la pintura també apareix en la temporada 2, episodi 4 (llançada el 4 de desembre de 2014 a BBC), com a prova sota investigació.
A la temporada 7, episodi 35 a "Adventure Time" de Carton Network's (llançada el 26 de maig de 2016), el personatge Prince Gumball es presenta com la dona en aquesta pintura. Es mostra com la imatge durant una conversa personal amb Butterscotch Butler.